# シリアの聖エフレムの祝文

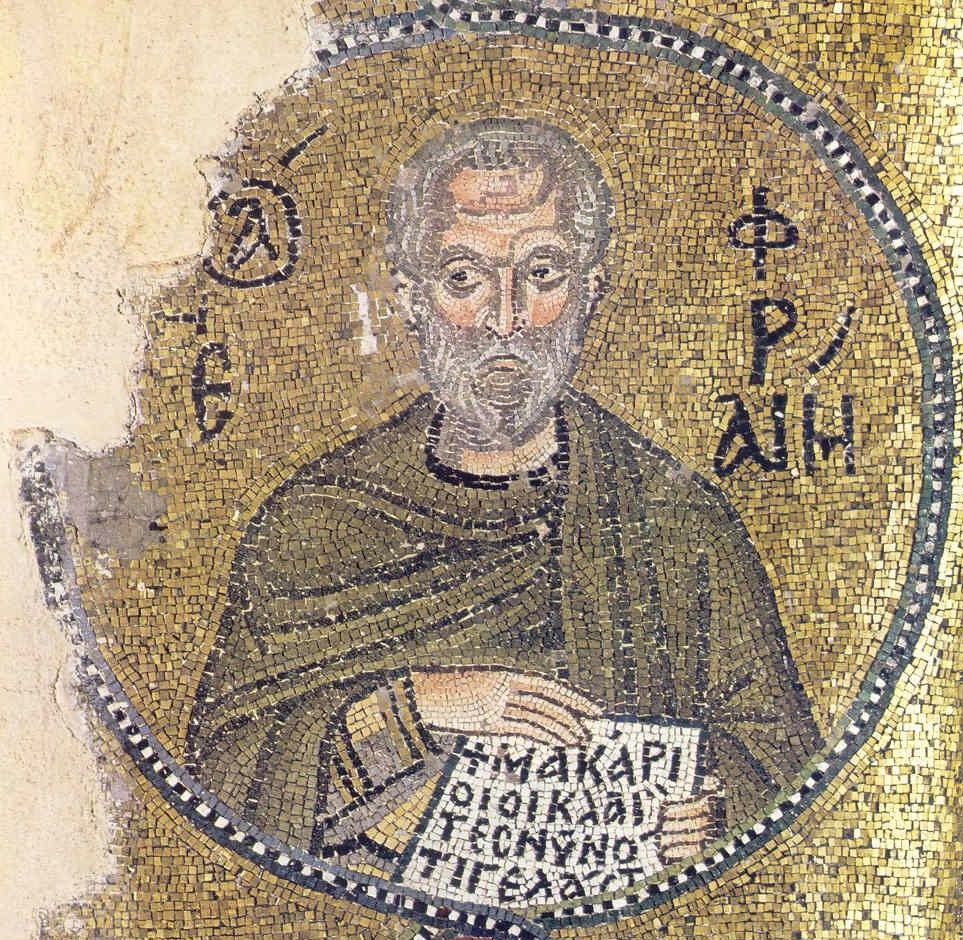
シリアの聖エフレムのイコン（ネア・モニ修道院のモザイクイコン）

シリアの聖エフレムの祝文（シリアのせいエフレムのしゅくぶん、ギリシア語: Η ευχή του Αγίου Εφραίμ του Σύρου, ロシア語: Молитва св.Ефрема Сирина, 英語: The Lenten Prayer of St Ephrem the Syrian）は、シリアのエフレムによる、正教会の大斎（おおものいみ）において唱えられる祈祷文。単に「聖エフレムの祝文」とも呼ばれる。
各奉神礼（時課）の最後に二回ずつ唱えられるほか、公祈祷においてのみならず、私祈祷においても唱えられる。痛悔の心に満ちた祈祷として、大斎期間に唱えられることが正教会で奨励される。

## 祈祷文

### 日本語
「大拝一次」と書かれているところで、十字を画き、地に伏す「伏拝（ふくはい）」を行う。「小拝」と書かれているところでは、十字を画き、腰を曲げる礼をする。以下、祈祷書から引用したが、一部、漢字を新字体に置き換えたり、ルビを現代仮名遣いにしたり省略したりした箇所がある。また、句読点は三歌斎経に拠っている。
『大斎第一週奉事式略』では、「矜誇」の部分は「陵駕」と訳されている。

### 日本語以外の言語

#### ギリシャ語
以上の祈祷文には、「神よ、我罪人を浄め給え」以降は含まれていない。

#### 教会スラヴ語
以上の祈祷文には、「神よ、我罪人を浄め給え」は含まれているが、最後の繰り返し部分は含まれていない。

#### 英語
以上の祈祷文には、「神よ、我罪人を浄め給え」以降は含まれていない。

## 正教会における評価
正教会において聖エフレムの祝文は、人の靈（たましい）を目覚めさせ、人間性を回復させ、生活を精神的に向上させるものであると評価されている。

## 祈祷文の唱えられる期間
正教会の大斎（おおものいみ）期間の平日に唱えられる（土日には唱えられない）。ただ厳密に言えば、大斎に入る赦罪の晩課より前に設定されている、大斎準備週間である乾酪週間火曜日晩課には既に唱えられ始める。聖堂での祈りにおいては受難週間聖大水曜日の先備聖体礼儀まで唱えられる。その後は聖堂では唱えられなくなるが、私室での祈祷においては受難週間聖大金曜日まで聖エフレムの祝文を唱えるよう三歌斎経で指示されている。